# Chinna Anuppanadi
Chinna Anuppanadi is een census town in het district Madurai van de Indiase staat Tamil Nadu. 

## Demografie
Volgens de Indiase volkstelling van 2001 wonen er 15415 mensen in Chinna Anuppanadi, waarvan 51% mannelijk en 49% vrouwelijk is. De plaats heeft een alfabetiseringsgraad van 70%. 